# دیوار مادی
دیوار مادی دیواری در شمال بابل بود که توسط نبوکدنصر دوم، فاتح اورشلیم ساخته شده بود. این دیوار در نقطه‌ای که فاصلهٔ بین دجله و فرات به حداقل می‌رسد، بنا شد و رویهٔ بیرونی آن را با آجر و ملات قیر اندود داده بودند.
گزنفون که در سال ۴۰۱ پیش از میلاد این بنا را دیده‌بود، ضخامت آن را ۲۰ پا و بلندی‌اش را ۱۰۰ پا تخمین می‌زند.
سازندهٔ دیوار، نبوکدنصر، می‌نویسد: «برای اینکه فشار آب آسیبی به دیوار نزند، رویهٔ بیرونی آن را با آجر و ملات قیر استحکام بخشیده‌ام.»